# Austroraptor
Austroraptor é um gênero extinto de dromeossaurídeo que viveu há cerca de 70 milhões de anos, durante o Período Cretáceo, na atual Argentina. Austroraptor era de porte médio, moderadamente-construído, carnívoro bípede e terrestre, que podia crescer até 5–6 m (16,4–19,7 pé) de comprimento. Seu comprimento faz Austroraptor um dos dromeossaurídeos mais compridos conhecidos, com apenas Achillobator, Dakotaraptor e Utahraptor aproximando-se ou superando-o em comprimento. É o maior dromeossauro descoberto no Hemisfério Sul. Algo particularmente notável no seu táxon é os seus antebraços relativamente curtos, muito menores em proporção, quando comparado com a maioria dos membros de seu grupo.

## Descoberta

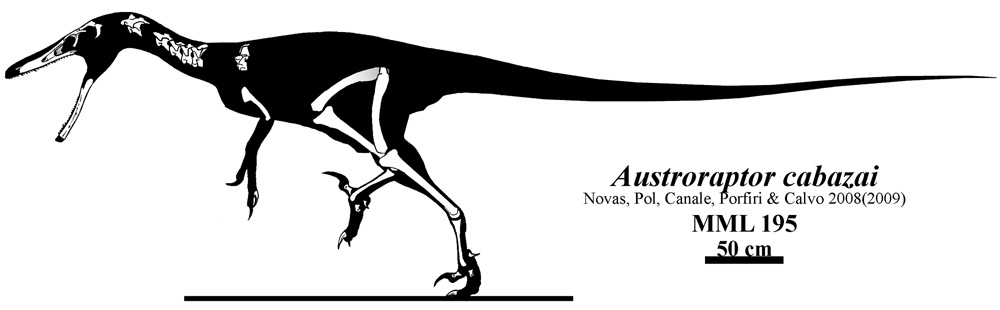
Reconstrução esquelética mostrando os ossos preservados do holótipo

O holótipo de Austroraptor cabazai, MML-195, foi recuperado no Bajo de Santa Rosa, localidade da Formação Allen, em Rio Negro, Argentina. A amostra foi recolhida em 2002 pela equipe de Fernando Emilio Novas do Museo Argentino de Ciencias Naturales. Consiste num esqueleto parcial com crânio. O fóssil foi preparado por Marcelo Pablo Isasi e Santiago Reuil.
Em 2008, a espécie-tipo Austroraptor cabazai foi nomeada e descrita por Fernando Emilio Novas, Diego Pol, Juan Canale, Juan Porfiri e Jorge Calvo. O nome Austroraptor significa "Ladrão do Sul", e é derivado do latim Auster, que significa "vento sul", e do latim raptor, que  significado "ladrão". O epíteto específico cabazai é em homenagem a Héctor "Tito" Cabaza, fundador do Museu Municipal de Lamarque, onde a amostra foi parcialmente estudada.
Phil Currie e Ariana Paulina-Carabajal , em 2012, referiram uma segunda amostra para Austroraptor cabazai, MML-220, encontrado em 2008. Esta amostra parcial de um esqueleto com crânio de um indivíduo adulto ligeiramente menor do que o holótipo, está também localizada na colecção do Museu Municipal de Lamarque, na Argentina. Ele complementa o holótipo em vários elementos, principalmente a parte inferior do braço, da mão e do pé.

## Descrição

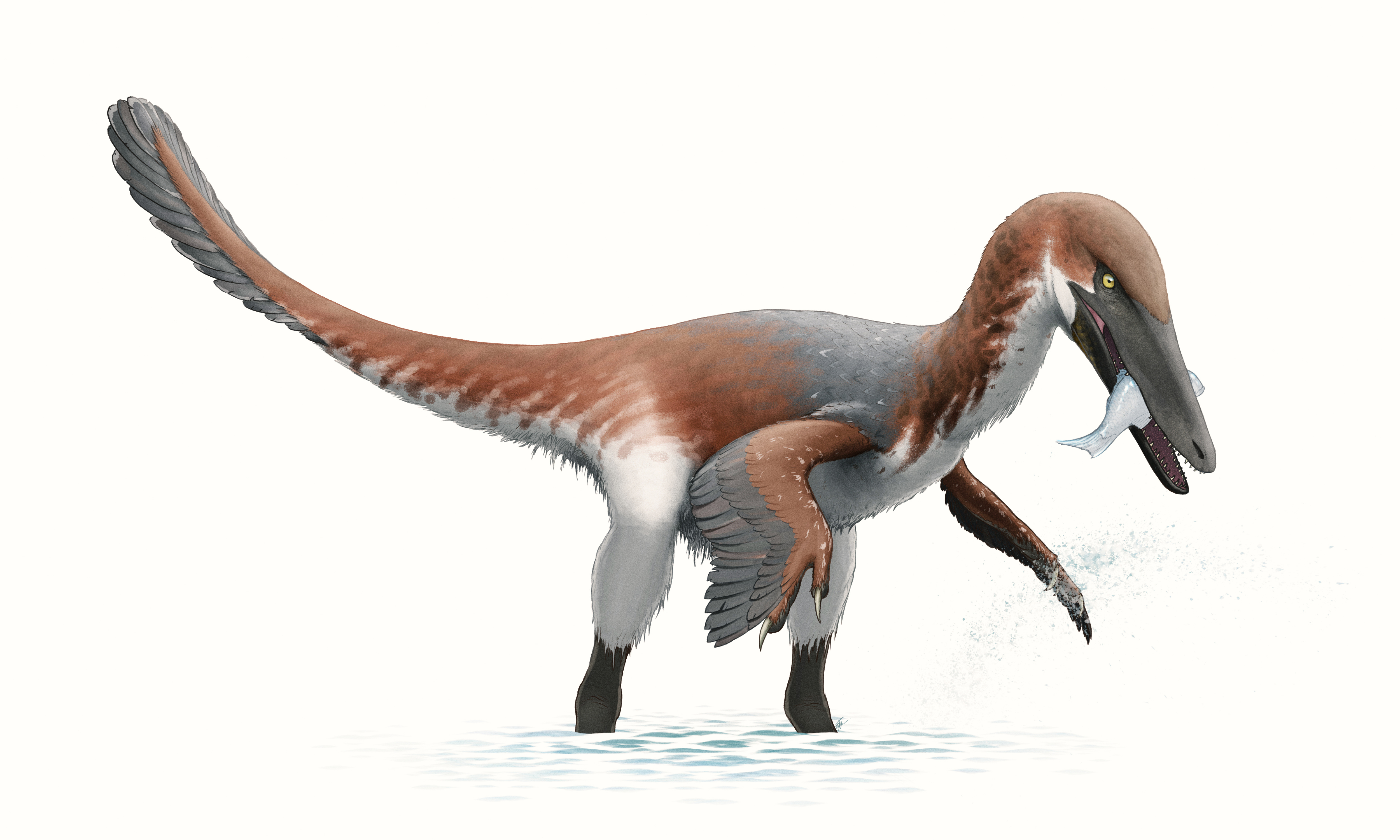
Restauração mostrando Austroraptor com um peixe

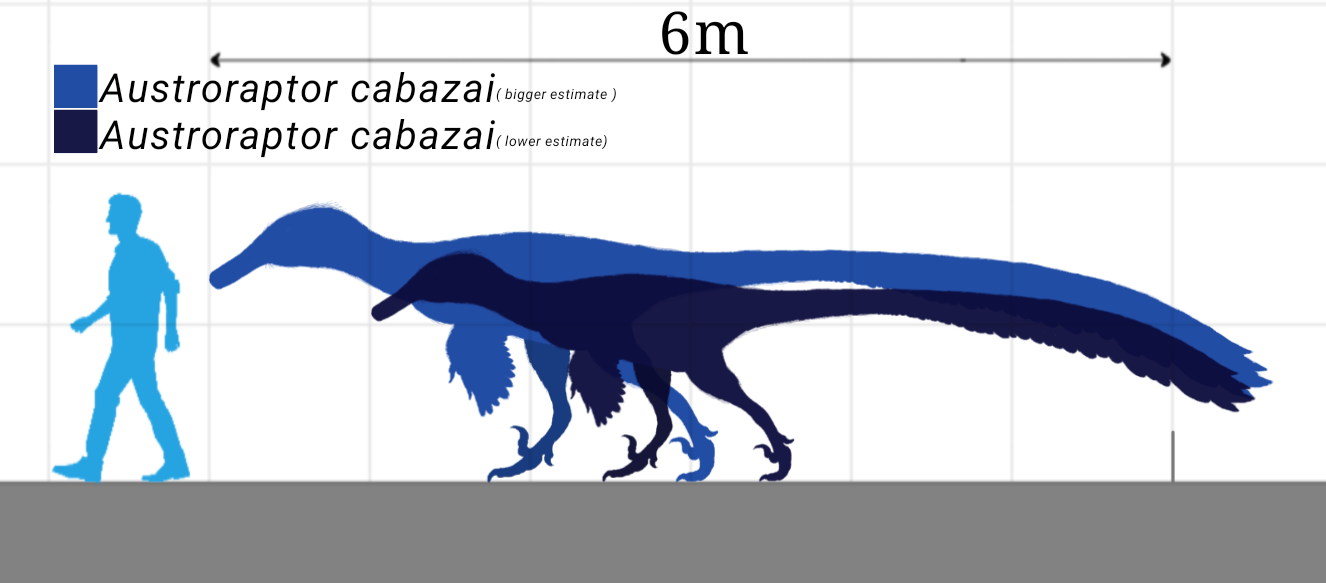
Comparação de tamanho

Considerado grande para um dromeossauro, Austroraptor cabazai media cerca de 5 metros (16,4 pé) de comprimento da cabeça à cauda. Em 2010, Gregory S. Paul estimou o seu comprimento em 6 metros e seu peso em 300 quilogramas. Ele é o maior dromeosauro descoberto no Hemisfério Sul. O espécime-tipo, rotulado MML-195, era constituído por um esqueleto fragmentário, incluindo partes do crânio, a mandíbula inferior, algumas vértebras do pescoço e do tronco, algumas costelas, um úmero e um sortido de ossos de ambas as pernas. Os ossos que estavam disponíveis para análise expressaram algumas características distintas que diferenciaram Austroraptor de outros dromeossauros. O crânio de 80 centímetros do A. cabazai era baixo e alongado, muito mais do que o de outros dromeossaurídeos. Vários de seus ossos do crânio demonstraram alguma semelhança com os de o pequenos troodontídeos e deinonicossauros. Os membros da frente deste táxon eram curtos para um dromeossauro, tendo o seu úmero menos de metade do comprimento do fêmur. Entre Dromaeosauridae, apenas este gênero, Tianyuraptor e Mahakala têm membros anteriores igualmente reduzidos. O comprimento relativo dos seus braços tem feito com que o Austroraptor seja comparado com outro, mais famoso dinossauro de braços curtos, o Tiranossauro.
Austroraptor tinha dentes cônicos não serrilhados. Austroraptor compartilha uma característica que é única para ele e para Adasaurus mongoliensis: o processo descendente de ossos lacrimais curvados anteriormente a um grande grau. Austroraptor tem uma morfologia bizarra nas suas falanges, que são extremamente desproporcionais. A falange IV-2 tem o dobro da largura da falange II-2, e quase três vezes a largura esperada, com base no tamanho semelhante de membros de sua família. Isso tem sugerido a alguns cientistas que o holótipo é uma quimera, o que significa que os ossos podem ser de mais de um indivíduo.

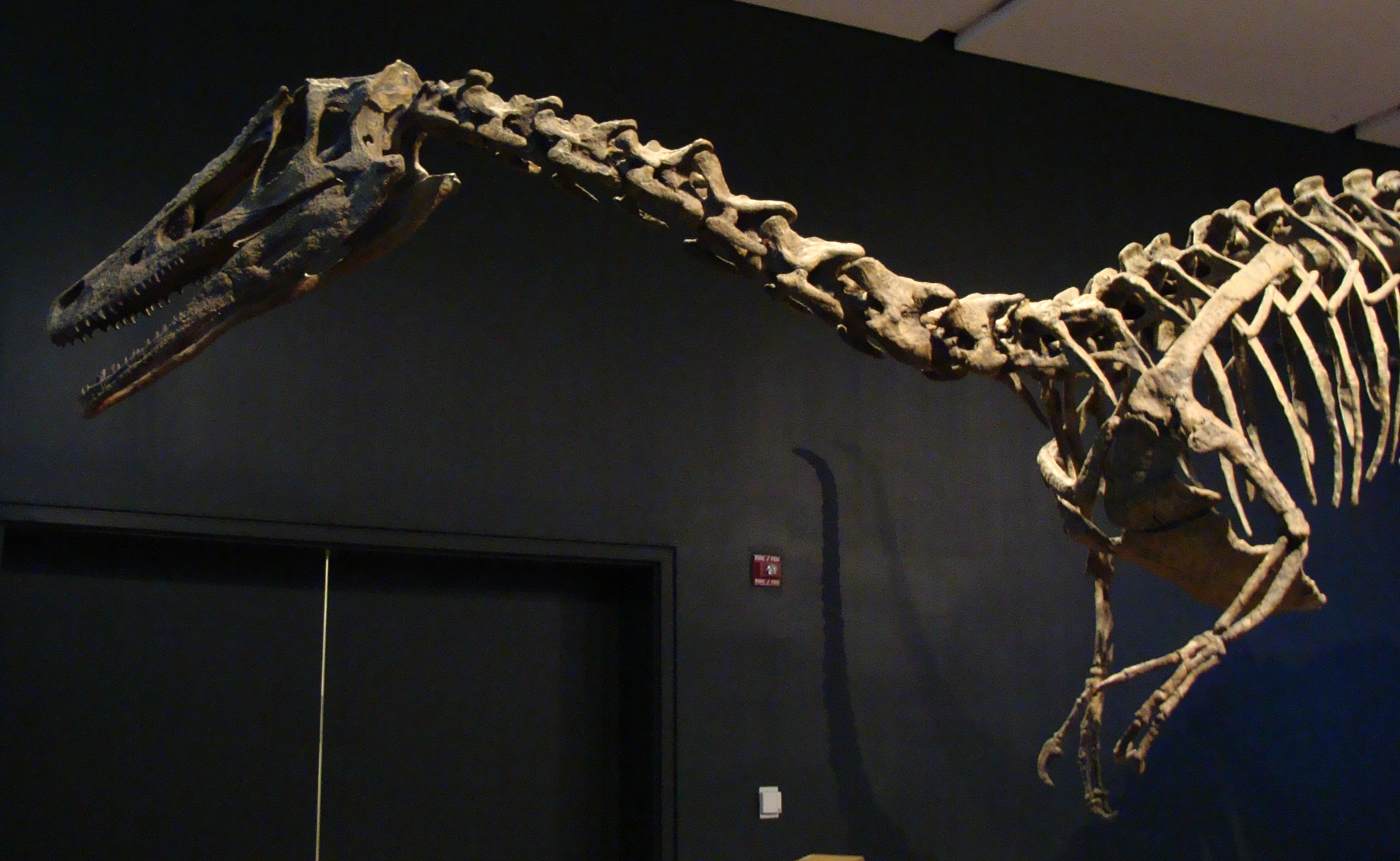
Frente, vista lateral

Um diagnóstico é uma declaração sobre as características anatômicas de um organismo (ou grupo) que, coletivamente, o distinguem de todos os outros organismos. Alguns, mas não todos, os recursos de diagnóstico também são autapomórficos. Um autapomorfismo é uma característica anatômica distinta que é exclusiva de um determinado organismo ou grupo. De acordo com Novas et al. (2009), Austroraptor pode ser diferenciado de acordo com as seguintes características: um lacrimal que é altamente pneumático, com o processo descedente fortemente curvado e com um processo caudal para fora horizontalmente acima da órbita; o osso pós-orbital tem falta de um processo dorsomedial de articulação com o osso frontal e com o processo esquamosal extremamente reduzido; os dentes são pequenos, cônicos, não serrados e canelados; o úmero é curto, representando um pouco menos de cinquenta por cento do comprimento do fêmur; a falange II-2 é transversalmente estreita, contrastando com a extremamente robusta falange IV-2.

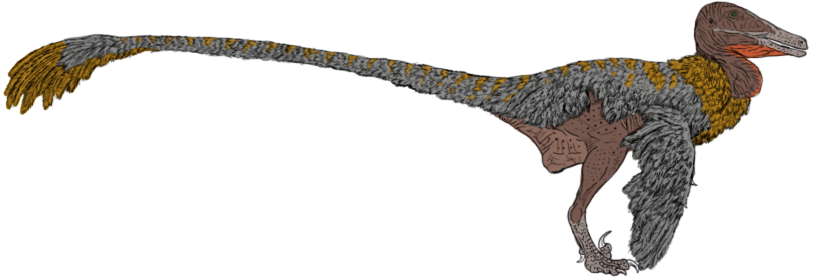
Reconstrução de um Austroraptor

Em 2012, uma comparação com a segunda amostra mostrou que o quarto dedo do pé não era especialmente largo; a suposta segunda falange tinha sido, de fato, uma primeira falange.

## Classificação
Uma análise cladística das características anatómicas da amostra pelos descritores coloca o Austroraptor dentro da subfamília Unenlagiinae de Dromaeosauridae. Este trabalho foi baseado em características observadas nos ossos do crânio, dentes, a geometria e a formação dos elementos vertebrais da amostra. Foi determinado que Austroraptor era um parente próximo do dromeossauro Buitreraptor, com o qual compartilha certas características derivadas das vértebras do pescoço.
O seguinte cladograma é baseado na análise filogenética realizada por Turner, Makovicky e Norellin de 2012, mostrando as relações de Austroraptor com os outros gêneros pertencentes ao táxon Unenlagiinae:

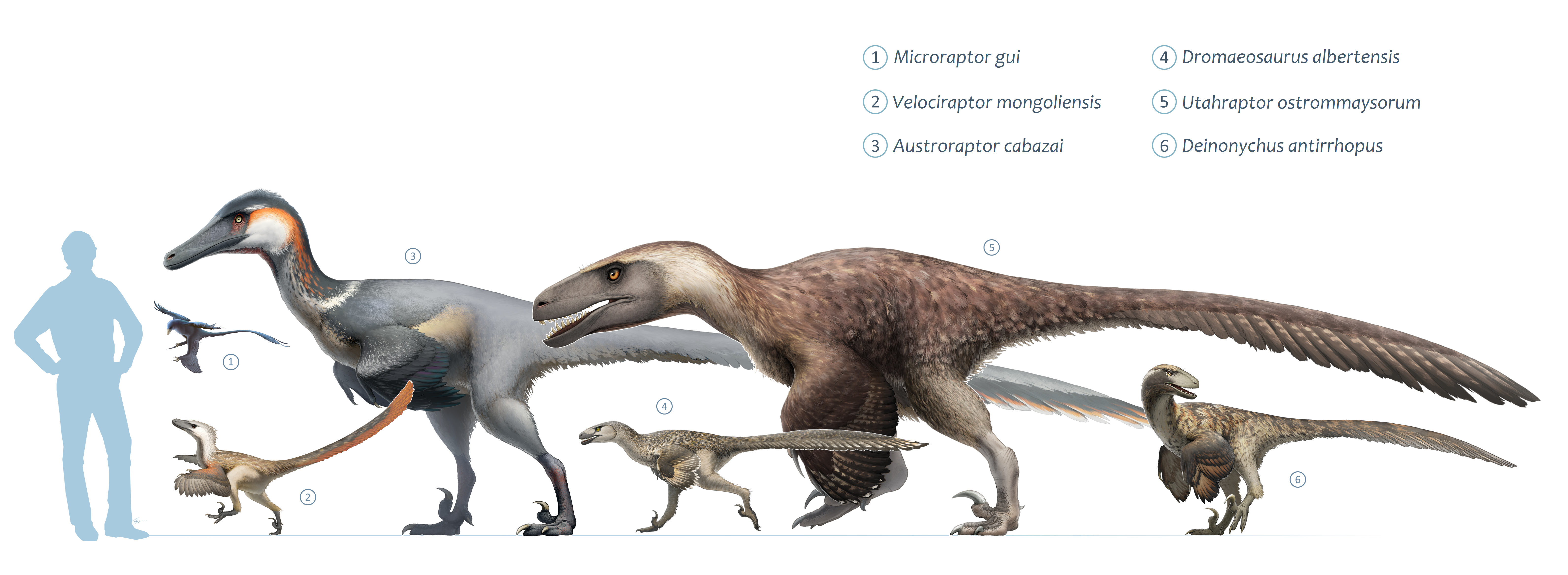
Restauração a escala de dromeosauros

|  | Buitreraptor                                               |
|  |                                                            |
|  | \| \| Austroraptor \| \| \| \| \| \| Unenlagia \| \| \| \| |
|  |                                                            |
|  | Austroraptor                                               |
|  |                                                            |
|  | Unenlagia                                                  |
|  |                                                            |

|  | Austroraptor |
|  |              |
|  | Unenlagia    |
|  |              |

|  | Buitreraptor                                               |
|  |                                                            |
|  | \| \| Austroraptor \| \| \| \| \| \| Unenlagia \| \| \| \| |
|  |                                                            |
|  | Austroraptor                                               |
|  |                                                            |
|  | Unenlagia                                                  |
|  |                                                            |

|  | Austroraptor |
|  |              |
|  | Unenlagia    |
|  |              |

## Paleoecologia

Paleofauna da Formação Allen

O espécime foi encontrado em sedimentos terrestres que foram depositadas durante a fase Maastrichtiana do período Cretáceo, a cerca de 70 milhões de anosna Formação Allen.
Austroraptor partilhou o seu ambiente com os mamíferos, saurópodes e hadrossauros.[carece de fontes?]